# بوبکر ترائوره
بوبکر ترائوره (انگلیسی: Boubacar Traoré؛ زادهٔ ۲۰ اوت ۲۰۰۱) بازیکن فوتبال اهل مالی است.
از باشگاه‌هایی که در آن بازی کرده‌است می‌توان به باشگاه فوتبال متس اشاره کرد.
وی همچنین در تیم‌های ملی فوتبال زیر ۲۰ و زیر ۲۳ سال مالی بازی کرده‌است.

## دوران باشگاهی
بوبکر ترائوره اولین بازی حرفه ای خود را برای اف سی متز در ۱۰ مه ۲۰۲۱ انجام داد و به عنوان جانشین کوین اندورام در یک بازی خانگی در لیگ ۱ مقابل باشگاه فوتبال نیم المپیک به میدان آمد.
ترائوره در تاریخ ۱ سپتامبر ۲۰۲۲ با یک قرارداد قرضی طولانی مدت با گزینه خرید در تابستان ۲۰۲۳، به باشگاه فوتبال ولورهمپتون واندررز پیوست.